# IATA空港コードの一覧/P
IATA空港コードの一覧: A - B - C - D - E - F - G - H - I - J - K - L - M - N - O - P - Q - R - S - T - U - V - W - X - Y - Z

## P
このリストでは次のような形式で羅列する。
IATAコード - ICAOコード - 空港名 - 空港の所在地
| IATAコード | ICAOコード | 空港名                                                                | 空港の所在地                                                                           |
| -PA-       | -PA-       | -PA-                                                                  | -PA-                                                                                   |
| ---------- | ---------- | --------------------------------------------------------------------- | -------------------------------------------------------------------------------------- |
| PAB        | VABI       | ビラースプル空港                                                      | インド、チャッティースガル州ビラースプル                                               |
| PAD        | EDLP       | パーダーボルン・リップシュタット空港                                  | ドイツ、パーダーボルン                                                                 |
| PAE        | KPAE       | スノホミシュ郡空港（パイン・フィールド）                              | アメリカ合衆国、ワシントン州エバレット                                                 |
| PAG        | RPMP       | パガディアン空港                                                      | フィリピン、サンボアンガ・デル・スル州パガディアン                                     |
| PAH        | KPAH       | バークレー地域空港                                                    | アメリカ合衆国、ケンタッキー州パデューカ                                               |
| PAK        |            | ポート・アレン空港                                                    | アメリカ合衆国、ハワイ州ハナペペ                                                       |
| PAM        | KPAM       | ティンダル空軍基地                                                    | アメリカ合衆国、フロリダ州パナマシティ                                                 |
| PAN        | VTSK       | パッターニー空港                                                      | タイ、パッターニー県                                                                   |
| PAO        | KPAO       | サンタクララ郡パロアルト空港                                          | アメリカ合衆国、カリフォルニア州パロアルト                                             |
| PAP        | MTPP       | ポルトープランス国際空港                                              | ハイチ、ポルトープランス                                                               |
| PAQ        | PAAQ       | パーマー市営空港                                                      | アメリカ合衆国、アラスカ州パーマー                                                     |
| PAR        |            | 全空港                                                                | フランス、パリ                                                                         |
| PAS        | LGPA       | パロス島国営空港                                                      | ギリシャ、パロス島                                                                     |
| PAT        | VEPT       | ロク・ナヤク・ジャヤプラカーシュ空港 （パトナ空港）                   | インド、ビハール州パトナ                                                               |
| PAZ        | MMPA       | エル・タヒン国際空港                                                  | メキシコ、ベラクルス州ポサ・リカ                                                       |
| -PB-       |            |                                                                       |                                                                                        |
| PBC        | MMPB       | プエブラ国際空港                                                      | メキシコ、プエブラ州プエブラ                                                           |
| PBF        | KPBF       | グリダー・フィールド                                                  | アメリカ合衆国、アーカンソー州パインブラフ                                             |
| PBG        | KPBG       | プラッツバーグ国際空港                                                | アメリカ合衆国、ニューヨーク州プラッツバーグ                                           |
| PBH        | VQPR       | パロ空港                                                              | ブータン、パロ                                                                         |
| PBI        | KPBI       | パームビーチ国際空港                                                  | アメリカ合衆国、フロリダ州ウェストパームビーチ                                         |
| PBM        | SMJP       | ヨハン・アドルフ・ペンヘル国際空港                                    | スリナム、ザンデリー（パラマリボ近郊）                                                 |
| PBO        | YPBO       | パラブルドゥー空港                                                    | オーストラリア、西オーストラリア州パラブルドゥー                                       |
| PBP        | MRIA       | プンタ・イスリタ空港                                                  | コスタリカ、プンタ・イスリタ                                                           |
| PBV        |            | ポルト・ドス・ガウチョス空港                                          | ブラジル、マットグロッソ州ポルト・ドス・ガウチョス                                     |
| PBX        |            | ポルト・アレグレ・ド・ノルテ空港                                      | ブラジル、マットグロッソ州ポルト・アレグレ・ド・ノルテ                                 |
| -PC-       |            |                                                                       |                                                                                        |
| PCA        | PAOC       | ポルタージ・クリーク空港 （FAAコードではA14）                         | アメリカ合衆国、アラスカ州ポルタージ・クリーク                                         |
| PCD        | KPDC       | プレイリー・ドゥ・チーン市営空港 （FAAコードではPDC）                 | アメリカ合衆国、ウィスコンシン州プレイリー・ドゥ・チーン                               |
| PCK        |            | ポーキュパン・クリーク空港                                            | アメリカ合衆国、アラスカ州ポーキュパン・クリーク                                       |
| PCL        | SPCL       | ダビド・アベンスール・レンヒーフォ空軍司令官国際空港                  | ペルー、プカルバ                                                                       |
| PCM        |            | プラヤ・デル・カルメン空港                                            | メキシコ、キンタナ・ロー州プラヤ・デル・カルメン                                       |
| PCR        |            | ヘルマン・オラーノ空港                                                | コロンビア、プエルト・カレーニョ                                                       |
| PCT        |            | プリンストン空港 （FAAコードでは39N）                                 | アメリカ合衆国、ニュージャージー州プリンストン/ロッキー・ヒル                          |
| -PD-       |            |                                                                       |                                                                                        |
| PDA        | SKPD       | オバンド空港                                                          | コロンビア、イニリーダ                                                                 |
| PDB        |            | ペドロ・ベイ空港 （FAAコードでは4K0）                                 | アメリカ合衆国、アラスカ州ペドロ・ベイ                                                 |
| PDC        | NWWQ       | ムエオ空港                                                            | ニューカレドニア、ムエオ                                                               |
| PDG        | WIPT       | ミナンカバウ国際空港                                                  | インドネシア、ケタピン                                                                 |
| PDK        | KPDK       | デカーブ＝ピーチツリー空港                                            | アメリカ合衆国、ジョージア州アトランタ                                                 |
| PDL        | LPPD       | ポンタ・デルガダ空港（ヨハネ・パウロ2世空港）                         | ポルトガル、アゾレス諸島ポンタ・デルガダ                                               |
| PDP        | SULS       | カルロス・A・クルベロ海軍司令官国際空港                               | ウルグアイ、プンタ・デル・エステ                                                       |
| PDS        | MMPG       | ピエドラス・ネグラス国際空港                                          | メキシコ、コアウイラ州ピエドラス・ネグラス                                             |
| PDT        | KPDT       | 東部オレゴン地域空港                                                  | アメリカ合衆国、オレゴン州ペンドルトン                                                 |
| PDV        | LBPD       | プロヴディフ空港                                                      | ブルガリア、プロヴディフ                                                               |
| PDX        | KPDX       | ポートランド国際空港                                                  | アメリカ合衆国、オレゴン州ポートランド                                                 |
| -PE-       |            |                                                                       |                                                                                        |
| PED        | LKPD       | パルドゥビツェ空港                                                    | チェコ、パルドゥビツェ                                                                 |
| PEE        | USPP       | ボリショイ・サヴィノ国際空港                                          | ロシア、ペルミ                                                                         |
| PEG        | LIRZ       | サン・エジディオ空港                                                  | イタリア、ペルージャ                                                                   |
| PEI        | SKPE       | マテカーニャ国際空港                                                  | コロンビア、ペレイラ                                                                   |
| PEK        | ZBAA       | 北京首都国際空港                                                      | 中華人民共和国、北京市                                                                 |
| PEM        | SPTU       | パドレ・アルダミス国際空港 （プエルト・マルドナド国際空港）           | ペルー、プエルト・マルドナド                                                           |
| PEN        | WMKP       | ペナン国際空港                                                        | マレーシア、ペナン                                                                     |
| PEQ        | KPEQ       | ペコス市営空港                                                        | アメリカ合衆国、テキサス州ペコス                                                       |
| PER        | YPPH       | パース空港                                                            | オーストラリア、西オーストラリア州パース                                               |
| PES        | ULPB       | ペトロザヴォーツク空港                                                | ロシア、ペトロザヴォーツク                                                             |
| PET        | SBPK       | ペロータス国際空港                                                    | ブラジル、リオ・グランデ・ド・スル州ペロタス                                           |
| PEW        | OPPS       | バシャ・カーン国際空港                                                | パキスタン、ペシャーワル                                                               |
| PEZ        | UWPP       | ペンザ空港                                                            | ロシア、ペンザ                                                                         |
| -PF-       |            |                                                                       |                                                                                        |
| PFB        | SBPF       | ラウロ・クルトス空港（パッソ・フンド空港）                            | ブラジル、リオ・グランデ・ド・スル州パッソ・フンド                                     |
| PFC        | KPFC       | パシフィック・シティ州営空港                                          | アメリカ合衆国、オレゴン州パシフィック・シティ                                         |
| PFJ        | BIPA       | パトレクスフィヨルズゥル空港                                          | アイスランド、パトレクスフィヨルズゥル                                                 |
| PFN        | KPFN       | パナマシティ＝ベイ郡国際空港                                          | アメリカ合衆国、フロリダ州パナマシティ                                                 |
| PFO        | LCPH       | パフォス国際空港                                                      | キプロス、パフォス                                                                     |
| -PG-       |            |                                                                       |                                                                                        |
| PGA        | KPGA       | ページ市営空港                                                        | アメリカ合衆国、アリゾナ州ページ                                                       |
| PGC        |            | グラント郡空港 （FAAコードではW99）                                   | アメリカ合衆国、ウェストバージニア州ピーターズバーグ                                   |
| PGD        | KPGD       | シャーロット郡空港                                                    | アメリカ合衆国、フロリダ州パンタ・ゴルダ                                               |
| PGF        | LFMP       | ペルピニャン＝リヴザルト空港                                          | フランス、ペルピニャン                                                                 |
| PGL        | KPQL       | トレント・ロット国際空港 （FAAコードではPQL）                         | アメリカ合衆国、ミシシッピ州パスカグーラ                                               |
| PGM        |            | ポート・グラハム空港                                                  | アメリカ合衆国、アラスカ州ポート・グラハム                                             |
| PGO        | KPSO       | スティーブンズ・フィールド （FAAコードではPSO）                       | アメリカ合衆国、コロラド州パゴサスプリングス                                           |
| PGR        | KPGR       | カーク・フィールド                                                    | アメリカ合衆国、アーカンソー州パラグールド                                             |
| PGS        |            | グランド・キャニオン・カバーンズ空港 （FAAコードではL37）             | アメリカ合衆国、アリゾナ州ピーチスプリングス                                           |
| PGV        | KPGV       | ピット・グリーンビル空港                                              | アメリカ合衆国、ノースカロライナ州グリーンビル                                         |
| PGX        |            | ペリグー・バシヤック空港                                              | フランス、ペリグー                                                                     |
| -PH-       |            |                                                                       |                                                                                        |
| PHB        | SBPB       | パルナイバ＝プレフェイト・ドクター・ホアン・スリバ・フリオ国際空港    | ブラジル、ピアウイ州パルナイバ                                                         |
| PHC        | DNPO       | ポートハーコート国際空港                                              | ナイジェリア、ポートハーコート                                                         |
| PHD        | KPHD       | ハリー・クレバー・フィールド                                          | アメリカ合衆国、オハイオ州ニュー・フィラデルフィア                                     |
| PHE        | YPPD       | ポートヘッドランド国際空港                                            | オーストラリア、西オーストラリア州ポートヘッドランド                                   |
| PHF        | KPHF       | ニューポートニューズ/ウィリアムズバーグ国際空港                       | アメリカ合衆国、バージニア州ニューポートニューズ                                       |
| PHH        | VVPT       | ファンティエット空港                                                  | ベトナム、ファンティエット                                                             |
| PHK        | KPHK       | パーム・ビーチ郡グラーデス空港                                        | アメリカ合衆国、フロリダ州パホキー                                                     |
| PHL        | KPHL       | フィラデルフィア国際空港                                              | アメリカ合衆国、ペンシルベニア州フィラデルフィア                                       |
| PHN        | KPHN       | セント・クレア郡国際空港                                              | アメリカ合衆国、ミシガン州ポートヒューロン                                             |
| PHO        | PAPO       | ポイント・ホープ空港                                                  | アメリカ合衆国、アラスカ州ポイント・ホープ                                             |
| PHP        | KPHP       | フィリップ空港                                                        | アメリカ合衆国、サウスダコタ州フィリップ                                               |
| PHT        | KPHT       | ヘンリー郡空港                                                        | アメリカ合衆国、テネシー州パリス                                                       |
| PHX        | KPHX       | フェニックス・スカイハーバー国際空港                                  | アメリカ合衆国、アリゾナ州フェニックス                                                 |
| PHY        | VTPB       | ペッチャブーン空港                                                    | タイ、ペッチャブーン                                                                   |
| -PI-       |            |                                                                       |                                                                                        |
| PIA        | KPIA       | ウェイン・A・ダウニング将軍ピオリア国際空港                           | アメリカ合衆国、イリノイ州ピオリア                                                     |
| PIB        | KPIB       | ハッティズバーグ＝ローレル地域空港                                    | アメリカ合衆国、ミシシッピ州ハッティズバーグ/ローレル                                  |
| PID        | MYPI       | パラダイス島空港                                                      | バハマ、パラダイス島                                                                   |
| PIE        | KPIE       | セントピーターズバーグ＝クリアウォーター国際空港                      | アメリカ合衆国、フロリダ州ピネラス郡（セントピーターズバーグやクリアウォーターの近く） |
| PIH        | KPIH       | ポカテッロ地域空港                                                    | アメリカ合衆国、アイダホ州ポカテッロ                                                   |
| PIK        | EGPK       | グラスゴー・プレストウィック空港                                      | イギリス、プレストウィック（グラスゴー近郊）                                           |
| PIL        | SGPI       | カルロス・ミゲル・ヒメネス空港                                        | パラグアイ、ピラール                                                                   |
| PIM        | KPIM       | キャラウェイ・ガーデンズ＝ハリス郡空港                                | アメリカ合衆国、ジョージア州パイン・マウンテン                                         |
| PIN        | SWPI       | フリオ・ベレム空港                                                    | ブラジル、アマゾナス州パリンティンス                                                   |
| PIP        | PAPN       | パイロット・ポイント空港 （FAAコードではPNP）                         | アメリカ合衆国、アラスカ州パイロット・ポイント                                         |
| PIR        | KPIR       | ピア地域空港                                                          | アメリカ合衆国、サウスダコタ州ピア                                                     |
| PIS        | LFBI       | ポワチエ＝ビアール空港                                                | フランス、ポワチエ                                                                     |
| PIT        | KPIT       | ピッツバーグ国際空港                                                  | アメリカ合衆国、ペンシルベニア州フィンドレー（ピッツバーグ近郊）                       |
| PIU        | SPUR       | ギリェルモ・コンチャ・イベリコ空軍総司令官国際空港                    | ペルー、ピウラ                                                                         |
| PIX        | LPPI       | ピコ空港                                                              | ポルトガル、アゾレス諸島ピコ島                                                         |
| PIZ        | PPIZ       | ポイント・レイ長距離レーダー基地空港                                  | アメリカ合衆国、アラスカ州ポイント・レイ                                               |
| -PJ-       |            |                                                                       |                                                                                        |
| PJB        | KPAN       | ペイソン空港 （FAAコードではPAN）                                     | アメリカ合衆国、アリゾナ州ペイソン                                                     |
| PJC        | SGPJ       | ドクター・アウグスト・ロベルト・フステル国際空港                      | パラグアイ、ペドロ・フアン・カバリェロ                                                 |
| PJG        | OPPG       | パンジグール空港                                                      | パキスタン、パンジグール                                                               |
| PJM        | MRPJ       | プエルト・ヒメネス空港                                                | コスタリカ、プエルト・ヒメネス                                                         |
| PJZ        |            | プエルト・フアレス空港                                                | メキシコ、キンタナ・ロー州プエルト・フアレス                                           |
| -PK-       |            |                                                                       |                                                                                        |
| PKA        | PAPK       | ナパスキアック空港                                                    | アメリカ合衆国、アラスカ州ナパスキアック                                               |
| PKB        | KPKB       | ミッド＝オハイオ・バレー地域空港                                      | アメリカ合衆国、ウェストバージニア州パーカーズバーグ                                   |
| PKC        | UHPP       | エリゾヴォ空港                                                        | ロシア、ペトロパブロフスク・カムチャツキー                                             |
| PKD        | KPKD       | パーク・ラピッズ市営空港 （コンショック・フィールド）                 | アメリカ合衆国、ミネソタ州パーク・ラピッズ                                             |
| PKF        | KPKF       | パーク・フォールズ市営空港                                            | アメリカ合衆国、ウィスコンシン州パーク・フォールズ                                     |
| PKH        | LGHL       | ポルト・ヘリ空港                                                      | ギリシャ、ポルト・ヘリ                                                                 |
| PKO        | DBBP       | パラクー空港                                                          | ベナン、パラクー                                                                       |
| PKR        | VNPK       | ポカラ空港                                                            | ネパール、ポカラ                                                                       |
| PKT        | YKPT       | ポート・キーツ飛行場                                                  | オーストラリア、北部準州ウォデー                                                       |
| PKU        | WIBB       | スルターン・シャーリーフ・カシーム2世国際空港                         | インドネシア、プカンバル                                                               |
| PKW        | FBSP       | セレビ・ピクウェ空港                                                  | ボツワナ、セレビ・ピクウェ                                                             |
| PKX        | ZBAD       | 北京大興国際空港                                                      | 中華人民共和国、北京市大興区                                                           |
| -PL-       |            |                                                                       |                                                                                        |
| PLB        | KPLB       | クリントン郡空港                                                      | アメリカ合衆国、ニューヨーク州プラッツバーグ                                           |
| PLD        | MRCR       | カリージョ空港                                                        | コスタリカ、カリージョ                                                                 |
| PLE        |            | パイエラ空港                                                          | パプア・ニューギニア、パイエラ                                                         |
| PLH        | EGHD       | プリマス・シティ空港                                                  | イギリス、プリマス                                                                     |
| PLJ        |            | プラセンシア空港                                                      | ベリーズ、プラセンシア                                                                 |
| PLK        | KPLK       | タニー郡空港 （M・グラハム・クラーク・フィールド）                    | アメリカ合衆国、ミズーリ州ポイント・ルックアウト                                       |
| PLL        | SBMN       | ポンタ・ペラダ空港                                                    | ブラジル、アマゾナス州マナウス                                                         |
| PLM        | WIPP       | スルターン・マフムード・バダルディーン2世空港                         | インドネシア、パレンバン                                                               |
| PLN        | KPLN       | ペルストン地域空港                                                    | アメリカ合衆国、ミシガン州ペルストン                                                   |
| PLQ        | EYPA       | パランガ国際空港                                                      | リトアニア、パランガ                                                                   |
| PLR        | KPLR       | セント・クレア郡空港                                                  | アメリカ合衆国、アラバマ州ペル・シティ                                                 |
| PLS        | MBPV       | プロビデンシアリス国際空港                                            | タークス・カイコス諸島、プロビデンシアリス島                                           |
| PLU        | SBBH       | ベロオリゾンテ/パンプーラ＝カルロス・ドルモンド・デ・アンドラーデ空港 | ブラジル、ミナスジェライス州ベロオリゾンテ                                             |
| PLX        | UASS       | セメイ空港                                                            | カザフスタン、セメイ                                                                   |
| PLY        |            | プリマス市営空港 （FAAコードではC65）                                 | アメリカ合衆国、インディアナ州プリマス                                                 |
| PLZ        | FAPE       | ポートエリザベス国際空港                                              | 南アフリカ共和国、ポート・エリザベス                                                   |
| -PM-       |            |                                                                       |                                                                                        |
| PMB        | KPMB       | ペンビナ市営空港                                                      | アメリカ合衆国、ノースダコタ州ペンビナ                                                 |
| PMC        | SCTE       | エル・タプアル空港                                                    | チリ、プエルトモント                                                                   |
| PMD        | KPMD       | ロサンゼルス/パームデール地域空港                                     | アメリカ合衆国、カリフォルニア州パームデール                                           |
| PMF        | LIMP       | パルマ空港 （パルマ“ジュセッペ・ヴェルディ”空港）                     | イタリア、パルマ                                                                       |
| PMG        | SBPP       | ポンタ・ポラン国際空港                                                | ブラジル、マットグロッソ・ド・スル州ポンタ・ポラン                                     |
| PMH        | KPMH       | グレーター・ポーツマス地域空港                                        | アメリカ合衆国、オハイオ州ポーツマス                                                   |
| PMI        | LEPA       | パルマ・デ・マヨルカ空港 （ソン・サント・ホアン空港）                 | スペイン、パルマ・デ・マヨルカ                                                         |
| PML        | PAAL       | ポート・モレル空港 （FAAコードでは1AK3）                              | アメリカ合衆国、アラスカ州コールド・ベイ                                               |
| PMO        | LICJ       | パレルモ空港（フェルコーネ・ボルゼリーノ空港）                        | イタリア、プンタ・ライーシ（パレルモ近郊）                                             |
| PMP        |            | ピマガ空港                                                            | パプア・ニューギニア、ピマガ                                                           |
| PMQ        | SAWP       | ペリト・モレーノ空港                                                  | アルゼンチン、ペリト・モレーノ（サンタクルス州）                                       |
| PMR        | NZPM       | パーマストンノース空港                                                | ニュージーランド、パーマストンノース                                                   |
| PMS        | OSPR       | パルミラ空港                                                          | シリア、パルミラ                                                                       |
| PMV        | SVMG       | デル・カリーベ“サンティアゴ・マリーニョ”国際空港                      | ベネズエラ、ポルラマール                                                               |
| PMY        | SAVY       | エル・テウェルチェ空港                                                | アルゼンチン、プエルト・マドリン                                                       |
| PMZ        | MRPM       | パルマル・スール空港                                                  | コスタリカ、パルマル・スール                                                           |
| -PN-       |            |                                                                       |                                                                                        |
| PNA        | LEPP       | パンプローナ空港                                                      | スペイン、パンプローナ                                                                 |
| PNC        | KPNC       | ポンカ・シティ地域空港                                                | アメリカ合衆国、オクラホマ州ポンカ・シティ                                             |
| PNE        | KPNE       | 北東フィラデルフィア空港                                              | アメリカ合衆国、ペンシルベニア州フィラデルフィア                                       |
| PNH        | VDPP       | プノンペン国際空港                                                    | カンボジア、プノンペン                                                                 |
| PNI        | PTPN       | ポンペイ国際空港                                                      | ミクロネシア連邦、コロニア                                                             |
| PNK        | WIOO       | スパディオ空港                                                        | インドネシア、ポンティアナック                                                         |
| PNN        | KPNN       | プリンストン町営空港                                                  | アメリカ合衆国、メイン州プリンストン                                                   |
| PNQ        | VAPO       | プネー国際空港                                                        | インド、マハーラーシュトラ州プネー                                                     |
| PNR        | FCPP       | ポワントノワール空港                                                  | コンゴ共和国、ポワントノワール                                                         |
| PNS        | KPNS       | ペンサコーラ湾沿岸地域空港                                            | アメリカ合衆国、フロリダ州ペンサコーラ                                                 |
| PNT        | SCNT       | テニエンテ・フリオ・ガリャルド空港                                    | チリ、プエルト・ナターレス                                                             |
| PNU        |            | ペイングウィッチ市営空港 （FAAコードではU55）                         | アメリカ合衆国、ユタ州ペイングウィッチ                                                 |
| PNX        | KGYI       | 北部テキサス地域空港 （FAAコードではGYI）                             | アメリカ合衆国、テキサス州シャーマン/デニソン                                          |
| PNY        | VOTY       | ポンディシェリ空港                                                    | インド、ポンディシェリ連邦直轄地域                                                     |
| PNZ        | SBPL       | ペトロリーナ＝セナドール・ニロ・コエーロ空港                          | ブラジル、ペルナンブーコ州ペトロリーナ                                                 |
| -PO-       |            |                                                                       |                                                                                        |
| POA        | SBPA       | サルガドー・フィーロ国際空港                                          | ブラジル、リオ・グランデ・ド・スル州ポルトアレグレ                                     |
| POB        | KPOB       | ポープ空軍基地                                                        | アメリカ合衆国、ノースカロライナ州ファイエットビル                                     |
| POC        | KPOC       | ブラケット・フィールド                                                | アメリカ合衆国、カリフォルニア州ラ・バーン                                             |
| POD        | GOSP       | ポドール空港                                                          | セネガル、ポドール                                                                     |
| POE        | KPOE       | ポーク陸軍飛行場                                                      | アメリカ合衆国、ルイジアナ州フォート・ポーク                                           |
| POF        | KPOF       | ポプラ・ブラフ市営空港                                                | アメリカ合衆国、ミズーリ州ポプラ・ブラフ                                               |
| POG        | FOOG       | ポールジャンティ空港                                                  | ガボン、ポールジャンティ                                                               |
| POH        | KPOH       | ポカホンタス市営空港                                                  | アメリカ合衆国、アイオワ州ポカホンタス                                                 |
| POJ        |            | パトス・デ・ミナス空港                                                | ブラジル、ミナスジェライス州パトス・デ・ミナス                                         |
| POL        | FQPB       | ペンバ空港                                                            | モザンビーク、ペンバ                                                                   |
| POM        | AYPY       | ポートモレスビー・ジャクソン国際空港                                  | パプア・ニューギニア、ポートモレスビー                                                 |
| POP        | MDPP       | グレゴリオ・ルペロン国際空港                                          | ドミニカ共和国、プエルト・プラタ                                                       |
| POR        | EFPO       | ポリ空港                                                              | フィンランド、ポリ                                                                     |
| POS        | TTPP       | ピアルコ国際空港                                                      | トリニダード・トバゴ、ピアルコ（ポートオブスペイン近郊）                               |
| POT        | MKKJ       | ケン・ジョーンズ飛行場                                                | ジャマイカ、ポート・アントニオ                                                         |
| POU        | KPOU       | ダッチーズ郡空港                                                      | アメリカ合衆国、ニューヨーク州ポキプシー                                               |
| POW        | LJPZ       | ポルトローズ空港                                                      | スロベニア、ポルトローズ                                                               |
| POX        | LFPT       | ポントワーズ空港                                                      | フランス、パリ                                                                         |
| POY        | KPOY       | パウエル市営空港                                                      | アメリカ合衆国、ワイオミング州パウエル                                                 |
| POZ        | EPPO       | ポズナニ＝ワヴィツァ空港                                              | ポーランド、ポズナニ                                                                   |
| -PP-       |            |                                                                       |                                                                                        |
| PPA        | KPPA       | ペリー・リファーズ・フィールド                                        | アメリカ合衆国、テキサス州パンパ                                                       |
| PPB        | SBDN       | アデマール・デ・バロス空港                                            | ブラジル、サンパウロ州プレジデンテ・プルデンテ                                         |
| PPC        | PAPR       | プロスペクト・クリーク空港                                            | アメリカ合衆国、アラスカ州プロスペクト・クリーク                                       |
| PPF        | KPPF       | トリ＝シティ空港                                                      | アメリカ合衆国、カンザス州パーソンズ                                                   |
| PPG        | NSTU       | パゴパゴ国際空港                                                      | アメリカ領サモア、パゴパゴ                                                             |
| PPI        | YPIR       | ポート・ピリー空港                                                    | オーストラリア、南オーストラリア州ポートピリー                                         |
| PPK        | UACP       | ペトロパブル空港                                                      | カザフスタン、ペトロパブル                                                             |
| PPL        | VNPL       | パプルー空港                                                          | ネパール、パプルー                                                                     |
| PPM        | KPMP       | ポンパーノ・ビーチ・エアパーク （FAAコードではPMP）                   | アメリカ合衆国、フロリダ州ポンパーノ・ビーチ                                           |
| PPN        | SKPP       | ギリェルモ・レオン・バレンシア空港                                    | コロンビア、ポパヤン                                                                   |
| PPO        | KPPO       | ラ・ポルト市営空港                                                    | アメリカ合衆国、インディアナ州ラ・ポルト                                               |
| PPP        | YBPN       | プロサーパイン/ウィットサンデー・コースト空港                         | オーストラリア、クイーンズランド州プロサーパイン                                       |
| PPQ        | NZPP       | パラパラウムー空港                                                    | ニュージーランド、パラパラウムー・ビーチ                                               |
| PPS        | RPVP       | プエルト・プリンセサ国際空港                                          | フィリピン、パラワン州プエルト・プリンセサ                                             |
| PPT        | NTAA       | パペーテ・タヒチ国際空港                                              | フランス領ポリネシア、パペーテ                                                         |
| PPV        |            | ポート・プロテクション水上機基地 （FAAコードでは19P）                 | アメリカ合衆国、アラスカ州ポート・プロテクション                                       |
| -PQ-       |            |                                                                       |                                                                                        |
| PQI        | KPQI       | ノーザン・メイン地域空港                                              | アメリカ合衆国、メイン州プレスクアイル                                                 |
| PQQ        | YPMQ       | ポート・マッカリー空港                                                | オーストラリア、ニューサウスウェールズ州ポート・マッカリー                             |
| PQS        |            | パイロット・ステーション空港 （FAAコードでは0AK）                     | アメリカ合衆国、アラスカ州パイロット・ステーション                                     |
| -PR-       |            |                                                                       |                                                                                        |
| PRA        | SAAP       | ヘネラル・フスト・ホセ・デ・ウルキーサ空港                            | アルゼンチン、パラナ                                                                   |
| PRB        | KPRB       | パソロブレス市営空港                                                  | アメリカ合衆国、カリフォルニア州パソロブレス                                           |
| PRC        | KPRC       | アーネスト・A・ラブ・フィールド                                       | アメリカ合衆国、アリゾナ州プレスコット                                                 |
| PRG        | LKPR       | ルズィニエ国際空港                                                    | チェコ、プラハ                                                                         |
| PRH        | VTCP       | プレー空港                                                            | タイ、プレー                                                                           |
| PRI        |            | プララン島空港                                                        | セーシェル、プララン島                                                                 |
| PRM        | LPPM       | ポルティマン空港                                                      | ポルトガル、ポルティマン                                                               |
| PRN        | BKPR       | プリシュティナ国際空港                                                | コソボ、プリシュティナ                                                                 |
| PRO        | KPRO       | ペリー市営空港                                                        | アメリカ合衆国、アイオワ州ペリー                                                       |
| PRP        | LFKO       | プロプリアーノ空港                                                    | フランス、プロプリアーノ                                                               |
| PRQ        | SARS       | テルマル空港 （プレジデンシア・サエンス・ペーニャ大統領空港）         | アルゼンチン、プレジデンシア・ロケ・サエンス・ペーニャ                                 |
| PRR        | SYPR       | パルイマ空港                                                          | ガイアナ、パルイマ                                                                     |
| PRW        |            | プレンティス空港 （FAAコードでは5N2）                                 | アメリカ合衆国、ウィスコンシン州プレンティス                                           |
| PRX        | KPRX       | コックス・フィールド                                                  | アメリカ合衆国、テキサス州パリス                                                       |
| PRY        | FAWB       | ヴォンデールボアム空港                                                | 南アフリカ共和国、プレトリア                                                           |
| PRZ        |            | プラインビル空港 （FAAコードではS39）                                 | アメリカ合衆国、オレゴン州プラインビル                                                 |
| -PS-       |            |                                                                       |                                                                                        |
| PSA        | LIRP       | ガリレオ・ガリレイ国際空港                                            | イタリア、ピサ                                                                         |
| PSB        | KPSB       | 州中部地域空港                                                        | アメリカ合衆国、ペンシルベニア州フィリップスバーグ                                     |
| PSC        | KPSC       | トリ＝シティーズ空港                                                  | アメリカ合衆国、ワシントン州パスコ                                                     |
| PSE        | TJPS       | メルセディータ空港                                                    | プエルトリコ、ポンセ                                                                   |
| PSF        | KPSF       | ピッツフィールド市営空港                                              | アメリカ合衆国、マサチューセッツ州ピッツフィールド                                     |
| PSG        | PAPG       | ピーターズバーグ・ジェイムズ・A・ジョンソン空港                       | アメリカ合衆国、アラスカ州ピーターズバーグ                                             |
| PSK        | KPSK       | ニュー・リバー・バレー空港                                            | アメリカ合衆国、バージニア州ダブリン                                                   |
| PSM        | KPSM       | ポーツマス国際空港アット・ピース                                      | アメリカ合衆国、ニューハンプシャー州ポーツマス                                         |
| PSN        | KPSN       | パレスティン市営空港                                                  | アメリカ合衆国、テキサス州パレスティン                                                 |
| PSO        | SKPS       | アントニオ・ナリーニョ空港                                            | コロンビア、パスト                                                                     |
| PSP        | KPSP       | パームスプリングス国際空港                                            | アメリカ合衆国、カリフォルニア州パームスプリングス                                     |
| PSQ        |            | フィラデルフィア水上機基地 （FAAコードでは9N2）                       | アメリカ合衆国、ペンシルベニア州エッシントン                                           |
| PSR        | LIBP       | アブルッツォ空港                                                      | イタリア、ペスカーラ                                                                   |
| PSS        | SARP       | リベルタドール・ヘネラル・ホセ・デ・サン・マルティン空港              | アルゼンチン、ポサーダス                                                               |
| PSX        | KPSX       | パラシオス市営空港                                                    | アメリカ合衆国、テキサス州パラシオス                                                   |
| PSY        | SFAL       | ポート・スタンリー空港                                                | フォークランド諸島、スタンリー                                                         |
| PSZ        | SLPS       | プエルト・スアーレス国際空港                                          | ボリビア、プエルト・スアーレス                                                         |
| -PT-       |            |                                                                       |                                                                                        |
| PTA        | PALJ       | ポート・アルズワース空港 （FAAコードではTPO）                         | アメリカ合衆国、アラスカ州ポート・アルズワース                                         |
| PTB        | KPTB       | ディンウィドル郡空港                                                  | アメリカ合衆国、バージニア州ピーターズバーグ                                           |
| PTC        |            | ポート・アリス水上機基地 （FAAコードでは16K）                         | アメリカ合衆国、アラスカ州ポート・アリス                                               |
| PTD        | PAAP       | ポート・アレクサンダー水上機基地 （FAAコードではAHP）                 | アメリカ合衆国、アラスカ州ポート・アレクサンダー                                       |
| PTH        | PAPH       | ポート・ハイデン空港                                                  | アメリカ合衆国、アラスカ州ポート・ハイデン                                             |
| PTI        |            | ピードモント・トリアード国際空港                                      | アメリカ合衆国、ノースカロライナ州グリーンズボロ                                       |
| PTJ        | YPOD       | ポートランド空港                                                      | オーストラリア、ビクトリア州ポートランド                                               |
| PTK        | KPTK       | オークランド郡国際空港                                                | アメリカ合衆国、ミシガン州ポンティアック                                               |
| PTN        | KPTN       | ハリー・P・ウィリアムズ記念空港                                       | アメリカ合衆国、ルイジアナ州パターソン                                                 |
| PTP        | TFFR       | ポワンタピートル国際空港                                              | グアドループ、ポワンタピートル                                                         |
| PTS        | KPTS       | アトキンソン市営空港                                                  | アメリカ合衆国、カンザス州ピッツバーグ                                                 |
| PTT        | KPTT       | プラット産業空港                                                      | アメリカ合衆国、カンザス州プラット                                                     |
| PTU        | PAPM       | プラティナム空港                                                      | アメリカ合衆国、アラスカ州プラティナム                                                 |
| PTV        | KPTV       | ポータービル市営空港                                                  | アメリカ合衆国、カリフォルニア州ポータービル                                           |
| PTW        | KPTW       | ポッツタウン・ライムリック空港                                        | アメリカ合衆国、ペンシルベニア州ポッツタウン                                           |
| PTY        | MPTO       | トキュメン国際空港                                                    | パナマ、パナマ市                                                                       |
| PTZ        | SEPA       | リオ・アマソナス空港                                                  | エクアドル、シェジュ・メーラ                                                           |
| -PU-       |            |                                                                       |                                                                                        |
| PUB        | KPUB       | プエブロ記念空港                                                      | アメリカ合衆国、コロラド州プエブロ                                                     |
| PUC        | KPUC       | カーボン郡空港                                                        | アメリカ合衆国、ユタ州プライス                                                         |
| PUD        | SAWD       | プエルト・デサード空港                                                | アルゼンチン、プエルト・デサード                                                       |
| PUF        | LFBP       | ポー・ピレネー空港                                                    | フランス、ポー                                                                         |
| PUI        | VEPU       | プールニア空港                                                        | インド、ビハール州プールニア                                                           |
| PUJ        | MDPC       | プンタ・カーナ国際空港                                                | ドミニカ共和国、プンタ・カーナ                                                         |
| PUL        |            | ポールズボー港水上機係留基地 （FAAコードでは83Q）                     | アメリカ合衆国、ワシントン州ポールズボー                                               |
| PUO        |            | ノーススター・ヘリポート （FAAコードでは90AK）                        | アメリカ合衆国、アラスカ州プルドー・ベイ/デッドホース                                  |
| PUQ        | SCCI       | プレシデンテ・カルロス・イバーニェス・デル・カンポ国際空港            | チリ、プンタ・アレーナス                                                               |
| PUS        | RKPP       | 金海国際空港                                                          | 大韓民国、釜山広域市                                                                   |
| PUU        | SKAS       | トレース・デ・マヨ空港                                                | コロンビア、プエルト・アシス                                                           |
| PUW        | KPUW       | プルマン＝モスコー地域空港                                            | アメリカ合衆国、ワシントン州プルマン（アイダホ州モスコー近郊）                         |
| PUY        | LDPL       | プーラ空港                                                            | クロアチア、プーラ                                                                     |
| PUZ        | MNPC       | プエルト・カベーサス空港                                              | ニカラグア、プエルト・カベーサス                                                       |
| -PV-       |            |                                                                       |                                                                                        |
| PVA        | SKPV       | エル・エンブルーホ空港                                                | コロンビア、プロビデンシア島                                                           |
| PVC        | KPVC       | プロビンスタウン町営空港                                              | アメリカ合衆国、マサチューセッツ州プロビンスタウン                                     |
| PVD        | KPVD       | T・F・グリーン空港                                                    | アメリカ合衆国、ロードアイランド州プロビデンス                                         |
| PVF        | KPVF       | プラサービル空港                                                      | アメリカ合衆国、カリフォルニア州プラサービル                                           |
| PVG        | ZSPD       | 上海浦東国際空港                                                      | 中華人民共和国、上海市                                                                 |
| PVH        | SBPV       | ゴヴェルナドール・ホルジェ・テイシェイラ・ジ・オリヴェイラ国際空港    | ブラジル、ロンドニア州ポルト・ヴェーリョ                                               |
| PVK        | LGPZ       | アクティオン空港                                                      | ギリシャ、プレヴェサ                                                                   |
| PVN        |            | プレヴェン空港                                                        | ブルガリア、プレヴェン                                                                 |
| PVR        | MMPR       | リセンシアード・グスターボ・ディアス・オルダス国際空港                | メキシコ、ハリスコ州プエルト・バジャルタ                                               |
| PVU        | KPVU       | プロボ市営空港                                                        | アメリカ合衆国、ユタ州プロボ                                                           |
| PVW        | KPVW       | ヘール郡空港                                                          | アメリカ合衆国、テキサス州プレインビュー                                               |
| -PW-       |            |                                                                       |                                                                                        |
| PWA        | KPWA       | ウィリー・ポスト空港                                                  | アメリカ合衆国、オクラホマ州オクラホマシティ                                           |
| PWD        | KPWD       | シャー＝ウッド空港                                                    | アメリカ合衆国、モンタナ州プレンティウッド                                             |
| PWE        | UHMP       | ペヴェク空港                                                          | ロシア、ペヴェク                                                                       |
| PWK        | KPWK       | シカゴ・エグゼクティブ空港                                            | アメリカ合衆国、イリノイ州シカゴ/プロスペクト・ハイツ/ウィーリング                     |
| PWM        | KPWM       | ポートランド国際ジェットポート                                        | アメリカ合衆国、メイン州ポートランド                                                   |
| PWQ        | UASP       | パヴロダル空港                                                        | カザフスタン、パヴロダル                                                               |
| PWT        | KPWT       | ブレマートン国営空港                                                  | アメリカ合衆国、ワシントン州ブレマートン                                               |
| -PX-       |            |                                                                       |                                                                                        |
| PXL        |            | ポラカ空港 （FAAコードではP10）                                       | アメリカ合衆国、アリゾナ州ポラカ                                                       |
| PXM        | MMPS       | プエルト・エスコンディード国際空港                                    | メキシコ、オアハカ州プエルト・エスコンディード                                         |
| PXO        | LPPS       | ポルト・サント空港                                                    | ポルトガル、マデイラ諸島ポルト・サント島                                               |
| -PY-       |            |                                                                       |                                                                                        |
| PYH        | SVPA       | カシケ・アラマーレ空港                                                | ベネズエラ、プエルト・アヤクーチョ                                                     |
| PYM        | KPYM       | プリマス町営空港                                                      | アメリカ合衆国、マサチューセッツ州プリマス                                             |
| PYY        |            | パイ空港                                                              | タイ、パイ                                                                             |
| -PZ-       |            |                                                                       |                                                                                        |
| PZB        | FAPM       | ピーターマリッツバーグ空港                                            | 南アフリカ共和国、ピーターマリッツバーグ                                               |
| PZH        | OPZB       | ゾブ空港                                                              | パキスタン、ゾブ                                                                       |
| PZO        | SVPR       | マヌエル・カルロス・ピアール・グアヤナ空港                            | ベネズエラ、シウダーグアヤナ                                                           |
| PZY        | LZPP       | ピエシュチャニ空港                                                    | スロバキア、ピエシュチャニ                                                             |